# Адриатический регазификационный СПГ-терминал
Адриатический регазификационный СПГ-терминал (Terminale GNL Adriatico — итал.) находится в оффшорной зоне Порто Леванте, недалеко от итальянского города Ровиго. Предназначен для приёма сжиженного природного газа (СПГ) с танкеров-газовозов, его последующей регазификации и передачи в газораспределительные сети Италии. Это первый регазификационный терминал оффшорного типа с гравитационным основанием в Европе.

## Проектирование и строительство
Проектирование терминала началось в октябре 2003 года. Первоначальный контракт на базовый проект (front-end engineering design (FEED) — англ.) стоимостью $ 21 млн получила норвежская фирма Aker Kvaerner. С ней же в июне 2004 года был заключен контракт стоимостью $50 млн на проведение детального проектирования и планирования деятельности.
Руководила проектом испанская компания Arup Spain. Также в осуществлении проекта принимала участие компания Acciona. За разработку и строительство системы разгрузки СПГ-танкеров отвечала FMC Technologies из Франции.
Британская компания Skanska Whessoe of Darlington разработала конструкцию двух резервуаров для СПГ и передала субподряд на их строительство стоимостью в $ 110 млн южнокорейской компании Hyundai Heavy Industries (HHI).
Строительство резервуаров было завершено в июле 2006 года, после чего они, разделённые на шесть модулей, были отправлены для сборки на верфи Aker Kvaerner, в сухой док в Кампаменто в бухте Альхесирас на юге Испании.
Там резервуары были собраны, и вокруг них было залито бетонное основание терминала. После чего в сентябре 2008 года вся конструкция была отбуксирована к месту установки, и затоплена. Глубина в месте затопления — 30 метров.
Подводный трубопровод диаметром 76 см от терминала к распределительной сети Италии прокладывала компания Snamprogetti, филиал ENI.
Первый танкер с технологическим газом для заполнения и охлаждения системы в количестве 52 000 тонн прибыл к терминалу 10 августа 2009 года. Терминал был открыт в октябре 2009 года. Общая стоимость строительства составила примерно $ 900 млн.

## Техническое описание
Гравитационное основание терминала представляет собой бетонную конструкцию 180 метров в длину, 88 метров в ширину и 48 метров в высоту, в которую заключены два резервуара общей вместимостью 250 000 тонн. Резервуары изготовлены из стали, содержащей 9 % никеля, и весят 4 800 тонн. Общий вес основания — 290 000 тонн. Полный вес терминала со всем оборудованием — 640 000 тонн. На палубе основания размещён жилой блок на 60 мест. инженерные системы, и 8 000 тонн технологического оборудования для регазификации СПГ. Испарение газа происходит в четырёх испарителях открытого типа (ORV), и одном вспомогательном испарителе, работающем на тепле выхлопных газов трёх турбин, приводящих во вращение электрогенераторы терминала (Waste Heat Recovery LNG Vaporizer. WHRV -англ.). Суммарная мощность турбогенераторов — 31.5 Мегаватт. Терминал оснащён причальными и швартовыми системами для разгрузки СПГ и может принимать газовозы вместительностью до 152 000 м³
Проектная мощность терминала — порядка 8 млрд кубометров природного газа в год. Срок службы — 25 лет.

## Владелец
Терминал принадлежит компании Adriatic LNG. Структура собственности: Qatar Petroleum (45 %), ExxonMobil (45 %) и Edison (10 %). (Итальянская энергетическая компания Edison на 90 % принадлежит ExxonMobil и Qatar Petroleum).
80 % регазификационных мощностей терминала (примерно 6,4 млрд кубометров природного газа в год) зарезервирована за Edison на 25 лет (до 2034 года), 12 % — другим операторам на 10 лет (до 2019 года), и 8 % предлагается на рынке для краткосрочного контрактования (ежегодно, ежемесячно и спот).
В 2013 году коэффициент загрузки терминала составил 64 %.
В 2014 году коэффициент загрузки составил 54 %, что превысило средний коэффициент использования европейских терминалов.
В 2015 году коэффициент загрузки составил 70 %.